# Digital Distortion
デジタルディストーション（Digital Distortion）は、オーストラリアのラッパー イギー・アゼリアが2017年に発売するはずだったアルバム。

## 発売中止へ経緯
元々は2016年半ば(6月ごろ)のリリースが予定されていたが、2017年6月に延期された。
しかし2017年11月7日に正式にアルバムの発売をキャンセルした。

## バックグラウンド
2015年の初めにイギーは2番目のスタジオアルバムに取り組んでいた。
2016年1月9日にイギーは自身のSoundCloudページでAzillionをリリースし、ライブパフォーマンスもしていた。元々はミュージックビデオを制作する計画もあったが、彼女のレーベルVirgin EMI Recordsが却下した。 
2016年5月頃にイギーとゼッドが新しい曲を一緒に作業していると噂がなされた。しかしケシャがZeddとの曲をリリースしたため、噂は消えた。
後に2017年にPitch Perfect 3という映画にのサントラにBoom Boomという曲でのコラボが発表された。
2017年3月3日には、リル・ウージー・ヴァートをフィーチャーした2番目のプロモーションシングル「Can't Lose」をリリースした。
雑誌Las Vegas Weeklyでイギーは「今回のアルバムのコラボ曲は少ないの。このアルバムでの唯一のコラボレーションは、ラッパーYG とのコラボレーションよ。あとはいくつかのリミックスで他のラッパーが1人か2人ぐらいコラボさせるかもね。」とインタビューに答えている。
2017年の10月7日には4 My RatzというEPをリリースし、アルバムのプロモーションをした。

## リークされた楽曲
- Elephant4:26 (Feat. YG) (2017年5月31日、イギー本人によって完全にリークされた。）
- Sexy 3:09 (feat. フレンチ・モンタナ) (ライブで演奏済み。2016年の12月10にリークされた。)
- 7-Teen 3:37 (2018年にリークされた)
- Love Don't Fail Me 3:25 (feat. ジェレミー・レニエ)
- Savior (feat. Simmonds) (後にコラボ相手をクエイヴォにかえ2018年2月2日に発売された。）（Simmonds版）(製品版) (2016年12月5日にSimmonds版がリークされた)
- Haze3:34 (お蔵入り後、Total Apeに楽曲提供され、2017年にイギーとのコラボ版がリリースされた。)
- Somebody Else 0:13(2020年5月に13秒の断片がリークされた)
- Middle Man 4:16 (この曲は、2015年から2016年にかけてTwitterアカウントで大々的に宣伝され、2017年5月31日、イギー本人によって完全にリークされた。)